# Diana Jaropolova
Diana Ivanivna Jaropolova (Oekraïens: Діана Іванівна Ярополова, Russisch: Диана Ивановна Ярополова; meisjesnaam: Садовникова; Sadovnykova) (Sebastopol, 26 juli 1971) is een Oekraïense basketbalspeelster die uitkwam voor het nationale team van Oekraïne.

## Carrière
Jaropolova begon haar carrière in bij Dynamo Kiev van 1988 tot 1992. In 1991 won ze met Dynamo het landskampioenschap van Sovjet-Unie.  In 1992 won ze met Dynamo het landskampioenschap van het GOS. In 1992 verloor ze met Dynamo de EuroLeague Women. Ze verloren van Dorna Godella Valencia uit Spanje met 56-66. In 1992 verhuisde ze naar Diósgyőri VTK in Hongarije. Na één seizoen keerde ze terug bij Dynamo Kiev. Ze won met Dynamo het Landskampioenschap van Oekraïne in 1994. In 1994 verhuisde ze naar Australië om te spelen voor Melbourne Boomers en Canberra Capitals in de Women's National Basketball League (WNBL). In 1996 stopte ze met basketbal.
Met Oekraïne speelde Jaropolova op de Olympische Zomerspelen in 1996 waar ze als vierde eindigde.

## Erelijst
- Landskampioen Sovjet-Unie: 1
  - Winnaar: 1991
- Landskampioen GOS: 1
  - Winnaar: 1992
- Landskampioen Oekraïne: 1
  - Winnaar: 1994
- EuroLeague Women:
  - Runner-up: 1992